# Labuhan Sangoro
Labuhan Sangoro is een bestuurslaag in het regentschap Sumbawa van de provincie West-Nusa Tenggara, Indonesië. Labuhan Sangoro telt 1683 inwoners (volkstelling 2010).